# Carmine Fornari
Carmine Fornari (* 9. Mai 1951 in Bari) ist ein italienischer Filmregisseur und Drehbuchautor.

## Leben
Fornari studierte an der New York University Regie und Produktion. Er inszenierte etliche bei Festivals prämierte experimentelle Video- und Kurzfilme; auch für zahlreiche Fernsehanstalten produzierte er bis zu mittellange Werke. Fornari debütierte 1992 im Kino mit dem mehrfach ausgezeichneten L’amico arabo, der Geschichte einer Freundschaft eines italienischen Ingenieurs und eines tunesischen Prinzen. 2001 folgte mit Hotel Dajti ein selten gezeigter weiterer Kinofilm.
1977 gründete er mit zwei Kollegen die Produktionsgesellschaft „Film“, mit der er Fernsehaufträge und Reportagen finanzierte.

## Filmografie
- 1992: L’amico arabo
- 2001: Hotel Dajti